# Bourbourg-Campagne
Bourbourg-Campagne is een voormalige gemeente in het Franse Noorderdepartement. De gemeente omvatte het omliggende platteland rond de stad Bourbourg, die zelf de gemeente Bourbourg-Ville vormde. De Aa vormde de westgrens van de gemeente.

## Geschiedenis
Op het eind van de 18de eeuw werden op het eind van het ancien régime de gemeenten gecreëerd. De bewoners van het platteland rond Bourbourg wilden onafhankelijk zijn van de bourgeoisie uit de stad, wat aanleiding gaf tot de oprichting van twee afzonderlijke gemeenten. Het stadscentrum binnen de voormalige vestingen werd de kleine gemeente Bourbourg-Ville, terwijl het omliggend platteland de gemeente Bourbourg-Campagne werd.
Deze situatie bleef anderhalve eeuw duren, tot op het eind van de Tweede Wereldoorlog. In 1945 werd Bourbourg-Campagne weer opgenomen in Bourbourg-Ville, dat voortaan weer kortweg Bourbourg heette.